# Ithyporoidus
Ithyporoidus är ett släkte av skalbaggar. Ithyporoidus ingår i familjen vivlar.
Kladogram enligt Catalogue of Life:
| Ithyporoidus | \| \| Ithyporoidus asperatus \| \| \| \| \| \| Ithyporoidus variegatus \| \| \| \| |
|              | \| \| Ithyporoidus asperatus \| \| \| \| \| \| Ithyporoidus variegatus \| \| \| \| |
|              | Ithyporoidus asperatus                                                             |
|              |                                                                                    |
|              | Ithyporoidus variegatus                                                            |
|              |                                                                                    |